# Muzhevina
Muzhevina (albanisch auch Muzhevinë) ist ein Dorf im Nordwesten des Kosovo, das zur Gemeinde Istog gehört. Die Stadt Istog liegt zwei Kilometer nördlich von Muzhevina.

## Bevölkerung
Bei der Volkszählung 2011 wurden für Muzhevina 626 Einwohner erfasst. Davon bezeichnete sich die Mehrheit der Einwohner als Albaner (523). Vom Rest sind 27 Serben, 27 Aschkali und 49 Balkan-Ägypter.
Mit 579 Einwohnern stellen die Muslime die Mehrheit im Dorf, weitere 27 sind Orthodoxe sowie 20 Katholiken.
| Volkszählung | 1948 | 1953 | 1961 | 1971 | 1981 | 1991 | 2011 |
| ------------ | ---- | ---- | ---- | ---- | ---- | ---- | ---- |
| Einwohner    | 436  | 477  | 595  | 717  | 895  | 1010 | 626  |

## Bekannte Gesichter
Selman Kadria war ein albanischer Landarbeiter und Volkssänger aus dem Dorf Cerrca in Istog im heutigen Kosovo. Er war mit der albanischen Unabhängigkeitsbewegung im Kosovo verbunden. 1938 tötete er den jugoslawischen Serben Chetnik vojvoda (Kapitän) Milić Krstić (albanisch Miliç Kërrsta) im Dorf Muzhëvina für seine repressiven Maßnahmen gegen die lokalen Albaner. Einige Monate später wurde er selbst getötet.